# ماهی‌گرگی سیاه
ماهی‌گرگی سیاه (نام علمی: Hoplias curupira) نام یک گونه از تیره درنده‌ماهیان است.